# Progress Software
Progress Software Corporation est un éditeur américain de logiciels fondé en 1981 sous le nom de Data Language Corporation. Sa dénomination actuelle date de 1987. La société est basée à Bedford dans l'état du Massachusetts aux États-Unis et est dirigée depuis 2016 par Yogesh Gupta. 
Son produit le plus connu est le langage propriétaire de quatrième génération Progress 4GL (signifiant « Fourth Generation Language » en anglais), renommé OpenEdge Advanced Business Language (en) (OpenEdge ABL) en 2006.
Le 8 septembre 2020, l'entreprise fait l'acquisition du logiciel de gestion de configuration Chef pour 220 millions de dollars. 
La société est cotée au NASDAQ sous le symbole PRGS depuis son introduction en bourse en 1991.